# Фухсхофен
Фухсхофен (њем. Fuchshofen) општина је у њемачкој савезној држави Рајна-Палатинат. Једно је од 74 општинска средишта округа Арвајлер. Према процјени из 2010. у општини је живјело 89 становника. Посједује регионалну шифру (AGS) 7131022.

## Географски и демографски подаци
Фухсхофен се налази у савезној држави Рајна-Палатинат у округу Арвајлер. Општина се налази на надморској висини од 262 метра. Површина општине износи 2,8 km². У самом мјесту је, према процјени из 2010. године, живјело 89 становника. Просјечна густина становништва износи 31 становника/km².